# گروخوویتسه
گروخوویتسه (به لهستانی:  Grochowice) یک روستا در لهستان است که در گمینا کوتلا واقع شده‌است.
 گروخوویتسه  ۳۷۰ نفر جمعیت دارد.